# José María Gil-Robles y Quiñones
José María Gil-Robles y Quiñones (Salamanca, 22 novembre 1898 – Madrid, 14 settembre 1980) è stato un politico spagnolo, deputato dal 1931 al 1939. Fondò la CEDA e fu ministro della Guerra nel 1935.

## Biografia
Nel 1922 divenne docente di Diritto politico all'Università di Santa Cruz di Tenerife. Nel 1931 fu eletto deputato per il Blocco agrario. A inizio 1933 fondò la CEDA (Confederazione Spagnola delle Destre Autonome) che alle elezioni del novembre ottenne la maggioranza relativa (115 seggi su 400). Nel maggio 1935 divenne ministro della Guerra, promuovendo militari che avrebbero avuto un ruolo nell'Alzamiento del 1936 come Francisco Franco, Emilio Mola e José Enrique Varela. Restò ministro fino a dicembre.
Nel febbraio 1936 la destra perse le elezioni e Gil Robles, rieletto alle Cortes, dopo l'assassinio di José Calvo Sotelo, divenne il leader dell'opposizione alla sinistra e durante la guerra civile spagnola, che egli trascorse in Portogallo, i miliziani della CEDA sostennero i nazionalisti.
Dal 1939 si avvicinò alla monarchia e tornò in Spagna solo nel 1953. Alla fine degli anni Cinquanta passò su posizioni più moderate, insieme a un ex falangista, lo scrittore Dionisio Ridruejo, e nel 1962, dopo la riunione dell'opposizione conservatrice di Monaco, preferì andare in esilio. Nel 1968 tornò a insegnare, a Oviedo. Dopo la morte di Franco fondò la Democracia Social Cristiana, ma alle elezioni del 1977 non fu eletto.
Suo figlio José María è stato Presidente del Parlamento europeo dal 1997 al 1999, per il Partido Popular, mentre il figlio Alvaro è stato Commissario per i diritti umani del Consiglio d'Europa.